# Stichelia dukinfieldia
Stichelia dukinfieldia is een vlindersoort uit de familie van de prachtvlinders (Riodinidae), onderfamilie Riodininae.
Stichelia dukinfieldia werd in 1902 beschreven door Schaus.